# Nina Umaneć
Nina Dmytriwna Umaneć (ukr. Ніна Дмитрівна Уманець; ros. Нина Дмитриевна Уманец, Nina Dmitrijewna Umaniec; ur. 1 maja 1956 w Jurkiwce) – radziecka wioślarka narodowości ukraińskiej, srebrna medalistka olimpijska, pięciokrotna medalistka mistrzostw świata.

## Kariera
W 1980 roku wystąpiła na igrzyskach olimpijskich w Moskwie, podczas których wzięła udział w jednej konkurencji – rywalizacji ósemek ze sternikiem. Reprezentantki Związku Radzieckiego (w składzie: Olha Pywowarowa, Nina Umaneć, Nadija Pryszczepa, Walentina Żulina, Tetiana Stecenko, Ołena Terioszyna, Nina Preobrażenśka, Marija Paziun i sterniczka Nina Frołowa) zdobyły w tej konkurencji srebrny medal olimpijski, uzyskując w finale czas 3:04,29 i przegrywając z osadą z Niemieckiej Republiki Demokratycznej. 
W tej samej konkurencji wywalczyła również złoto na mistrzostwach świata w Cambridge (1978), mistrzostwach świata w Bledzie (1979), mistrzostwach świata w Monachium (1981) i mistrzostwach świata w Lucernie (1982) oraz srebro mistrzostwach świata w Amsterdamie (1977). 
Za osiągnięcia sportowe w 1980 roku została wyróżniona tytułem Zasłużonego Mistrza Sportu ZSRR.